# Ryiem Forde
Ryiem Forde, né le 23 mai 2001, est un athlète jamaïcain, spécialiste du 100 mètres.

## Biographie
Il descend pour la première fois sous les dix secondes sur 100 mètres en 2023 en finale des championnats de Jamaïque en prenant la deuxième place en 9 s 96. Lors des championnats du monde de Budapest, il porte ce record à 9 s 95 en demi-finale, et se classe finalement 8e de la finale en 10 s 08. En fin de compétition, il remporte la médaille de bronze du 4 × 100 m avec ses coéquipiers jamaïcains.

## Palmarès
| Date | Compétition           | Lieu     | Résultat | Épreuve   | Temps   |
| ---- | --------------------- | -------- | -------- | --------- | ------- |
| 2023 | Championnats du monde | Budapest | 8e       | 100 m     | 10 s 08 |
| 2023 | Championnats du monde | Budapest | 3e       | 4 × 100 m | 37 s 76 |

## Records
| Épreuve | Temps  | Lieu     | Date         |
| ------- | ------ | -------- | ------------ |
| 100 m   | 9 s 95 | Budapest | 20 août 2023 |